# Unió Democristiana

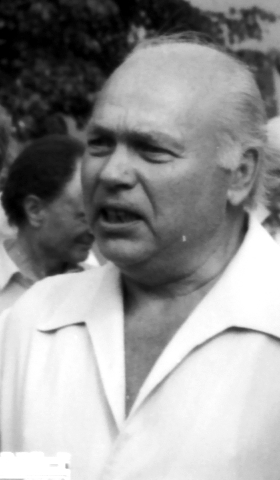
Fotografia de Viktoras Petkus, creador del partit.

Unió Democristiana (lituà Krikščionių Demokratų Sąjunga, KDS) fou un partit polític lituà fundat el 1990 per l'antic dissident soviètic Viktoras Petkus. Des del 1991 passà a ser dirigit pel metge i emigrant als EUA Kazys Bobelys. A les eleccions legislatives lituanes de 1996 només va obtenir el 4,2% i un escó per al seu líder. Després de repetir el mateix resultat a les eleccions de 2000, el 2001 va decidir unir les seves forces amb els Democristians Lituans (Lietuvos krikščionys demokratai, LKD), nomenant-ne president Kazys Bobelys.

## Resultats electorals
| Any  | Líder         | Vots               | %                  | Escons  | +/- |
| ---- | ------------- | ------------------ | ------------------ | ------- | --- |
| 1992 | Kazys Bobelis | Coalició LKDS-LTJS | Coalició LKDS-LTJS | 1 / 141 | Nou |
| 1996 | Kazys Bobelis | 42,346             | 3.24               | 1 / 141 | =   |
| 2000 | Kazys Bobelis | 61,583             | 4.19               | 1 / 141 | =   |